# سيمون هانسن
سيمون هانسن (بالإنجليزية: Simon Hansen)‏ هو مخرج جنوب أفريقي، ولد في 12 ديسمبر 1972.

## وصلات خارجية
- سيمون هانسن على موقع IMDb (الإنجليزية)
- سيمون هانسن على موقع ألو سيني (الفرنسية)
- سيمون هانسن على موقع أول موفي (الإنجليزية)
- سيمون هانسن على موقع قاعدة بيانات الأفلام السويدية (السويدية)
- سيمون هانسن على موقع قاعدة بيانات الفيلم (الإنجليزية)
- سيمون هانسن على موقع كينوبويسك (الروسية)